# レヌクマリ・ヤーダブ
レヌクマリ・ヤーダブ（Renu Kumari Yadav）はネパールの女性政治家。プラチャンダ内閣の文部大臣。マデシ人権フォーラム
所属。
はじめは保守政党国家民主党に属し、1999年の下院議員選挙でサプタリ郡第3選挙区で当選している。2002年、党中央委員に選出。スーリアバハドゥール・タパ内閣のもとで2003年6月、女性・子供・社会問題担当大臣に就任している。タパが国家民主党を離党してラスティリア・ジャンシャクティ党（RJP）を組織すると、それに参加。
2008年2月、マデシ運動に参加するためRJPを離党。2008年4月10日の制憲議会選挙ではマデシ人権フォーラムの候補としてサプタリ郡第4選挙区から立候補して当選している。
8月15日の首班指名ではマデシ人権フォーラムはプラチャンダに投票し、その結果、プラチャンダは圧勝した。ヤーダブは党内から文部大臣に推薦され、入閣した。